# پتروس گایداتزیس
پتروس گایداتزیس (انگلیسی: Petros Gkaidatzis؛ زادهٔ ۲۵ نوامبر ۲۰۰۰) قایقران روئینگ اهل یونان است.
وی در مسابقات کشوری و بین‌المللی در مجموع برندهٔ ۱ مدال طلا، ۲ مدال برنز شده است.